# 이노베이터
이노베이터(영어: InnoVator, 본명: 홍인호, 1988년 10월 10일 ~ )는 베이식과 같은 더블 트러블 멤버이자 힙합 가수이다.

## 방송 출연
- 《Show Me The Money 4》 (2015년, Mnet)

## 음반
개인 음반
- 《Time Travel》 (2007년)
- 《앰퍼(Amper) 4》 (with 술제이 & 타래 & 깐 모 & 딥플로우 & 일리닛 & DJ IT) (2012년)
- 《Hip Hop》 (2014년)
- 《iiF》 (with 스케리피) (2015년)
- 《I REMEMBER》 (2016년)
- 《mom's favorite》 (2016년)

더블 트러블
- 《TV 스타 (Single)》 (2009년)
- 《Trouble Makers》 (2009년)

### 참여 음반
- 《타이미 - E.Via a.k.a. Happy E.Vil》 (2009년)
  - 〈Hey! (Original Ver.)〉 (Feat. 더블트러블)
  - 〈Hey! (Radio Edit Ver.) (Feat. 더블트러블)
- 《지기 펠라즈 - The Blue Album》 (2009년)
  - 〈YoYeYo〉 (With 더블트러블 & 바스코)
  - 〈굿모닝 (Good Moanin') (With 이노베이터 & Annie J)
- 《엘레메노피 - 감성자극제 (Sensibility & Stimulus)》 (2010년)
  - 〈신데렐라〉 (feat. 더블트러블 & Sunday2pm & Black Out & 케이케이)
- 《JJK - 재》 (2010년)
  - 〈Put Your Hands Down〉 (Feat. 이노베이터)
- 《애니마토 & DJ 티즈 - Animatiz》 (2010년)
  - 〈Young〉 (Feat. 이노베이터)
- 《바스코 - Guerrilla Muzik Vol.1: Prologue》 (2011년)
  - 〈Be Underground〉 (Feat. JJK & 슬리피 & 베이식 & 빈지노 & 비프리 & 리미 & 이노베이터 & 미노)
- 《WE LOVE TAPSONIC Part 2》 (2012년)
  - 〈이노베이터 - I Choose You〉 (Feat. 크라이 베이비)
- 《Show Me The Money 4 Episode 1》 (2015년)
  - 〈OG (BE ORIGINAL)〉 (With 인크레더블 & 슈퍼비)
- 《Show Me The Money 4 Episode 4》 (2015년)
  - 〈MORE THAN A TV STAR〉 (Feat. 이하이)

## 기타
- 2015년 10월 23일 Kay Oh라는 래퍼가 〈일러베이터〉라는 이노베이터 디스곡을 자신의 사운드클라우드 계정을 통하여 무료로 공개하기도 하였으며,[2]6개월 뒤 이노베이터는 이에 대한 반격곡을 공개하였다.[3]
- 2016년 뉴챔프가 이노베이터를 디스했고 이노베이터는 반격하지만 역부족이였다.